# 25428 Lakhanpal
25428 Lakhanpal è un asteroide della fascia principale. Scoperto nel 1999, presenta un'orbita caratterizzata da un semiasse maggiore pari a 2,2359197 UA e da un'eccentricità di 0,1444607, inclinata di 2,80421° rispetto all'eclittica.